# Chaque minute compte
Pour plus de détails, voir Fiche technique et Distribution.
Chaque minute compte est un film français de Robert Bibal sorti en 1960

## Synopsis
Paris 1959. Le dénommé Sorel, directeur des usines Leroy, est un joueur invétéré qui se livre également à la contrebande pour le compte d’Emmanuel Pérez, tenancier de tripots. Un soir de grosse déveine, Sorel perd au jeu l’argent qui revenait à Pérez. Pour se rembourser et pour se venger, Pérez kidnappe la fille des Leroy, Laurence, mais s’arrange pour compromettre Sorel. Affolés par l’enlèvement de leur fille de 19 ans, les Leroy préviennent la police. Le commissaire Muller commence alors son enquête dans l’univers interlope des nuits parisiennes peuplé de maître-chanteurs, de tueurs, de gangsters, d’entraîneuses et de prostituées…

## Fiche technique
- Titre : Alibi pour un meurtre
- Réalisation : Robert Bibal
- Scénario : Pierre Moncey
- Adaptation et dialogues : Robert Bettoni
- Chef opérateur : Jacques Klein
- Cadreur : Michel Bouillet
- Musique : Camille Sauvage
- Montage : Jeannette Berton
- Décors : Robert Dumesnil
- Ingénieur du son : Norbert Gernolle
- Assistant réalisateur : Jacques Guymont
- Photographe de plateau : Guy André
- Distributeur : Élysée Films
- Producteurs : Roger Blanc et Pierre Gaurier pour Les Films de Clairbois, Les Films du Dragon et Filmonde
- Directeur de production : Jean Goiran
- Pays d'origine :  France
- Tournage : du 16 juin au 17 juillet 1959
- Pellicule : 35mm NB mono
- Genre : Policier
- Durée : 90 minutes
- Date de sortie : 
  - France - 27 juillet 1960

## Distribution
- Dominique Wilms : Dany Dupré
- Raymond Souplex : commissaire Muller
- Véra Valmont : Véra
- Robert Berri : Bob Dupré
- Georges Rollin : Emmanuel Pérez
- Jean Lara : Sorel
- Jean Berger : M. Leroy
- Christine Mars : Laurence Leroy
- Philippe Leroy : Patrick
- Denise Carvenne : Mme Leroy
- Bernard Charlan : un inspecteur

## Critiques
- « Se déroulant dans une atmosphère trouble, parmi les tenanciers de boîtes de nuit, et la faune qui y grouille, ce film aux multiples personnages et aux nombreux rebondissements est un policier lourd d'évènements et de violences[1]. »